# Clarinette alto
La clarinette alto est souvent utilisée en orchestre d'harmonie, en ensemble de clarinettes et en orchestre d'anches simples.
La clarinette alto se distingue de la clarinette soprano par l'adjonction d'un bocal et d'un pavillon métalliques courbés pour des besoins d'ergonomie et d'acoustique.
La clarinette alto dispose généralement d'une clef supplémentaire lui permettant de jouer un mi bémol grave écrit. Elle diffère donc sur ce point des caractéristiques du cor de basset en fa qui autorise à jouer des notes jusqu'au do grave écrit.

« Le caractère dominant de cet instrument est une gravité pleine d'onction, un grand charme s'alliant à la dignité. »

— Albert Lavignac, La Musique et les Musiciens
- En anglais : alto clarinet.
- En allemand : Alt-Klarinette.
- En néerlandais : altklarinet.
- En italien : clarinetto  alto

## Histoire
L'invention de la clarinette alto (en fa) a été attribuée aux travaux communs d'Iwan Müller et d'Heinrich Grenser ,,. Müller jouait sur une clarinette alto en fa en 1809, avec seize clefs alors que les clarinettes soprano n'avaient généralement pas plus de 10 à 12 clefs à cette période; la clarinette soprano révolutionnaire à treize clefs de Müller a été développée peu de temps après.
Par rapport au cor de basset, les clés d'extension jusqu'au do grave sont supprimés et le diamètre de la perce est élargi pour faciliter la projection du son. 
En 1828, M. Simiot, facteur d'instruments à vent à Lyon, améliore la clarinette alto (en fa), jugée plus sonore que le cor de bassette, en ajoutant des clefs de cadence et en travaillant sur sa justesse par rapport au modèle de Müller.
Initialement construite en  fa, la clarinette alto va progressivement migrer vers la tonalité en mi puis en mi bémol dans la deuxième moitié du XIXe siècle. 

« C’est un très bel instrument qu’on regrette de ne pas trouver dans tous les orchestres bien composés. »

— Hector Berlioz, Grand Traité d’instrumentation et d’orchestration modernes (1843) 
Néanmoins Berlioz n'emploiera jamais la clarinette alto dans ses œuvres. 
Au XXe siècle, le facteur Georges Leblanc Paris a fortement modernisé l'instrument et déposé de nombreux brevets (demi-trou à l'index de la main gauche, bocal réglable…).
Depuis les années 1980, les facteurs ne font plus évoluer la clarinette alto, notamment à cause de son abandon dans les orchestres universitaires américains au profit de la clarinette basse ou du cor de basset qui ont été fortement améliorés au XXe siècle.
Dans les années 2020, le facteur allemand Dietz crée un modèle de clarinette alto en système Oehler descendant jusqu'au do grave, renouant avec l'ambitus d'origine du cor de basset.

## Perce
La perce des clarinettes alto va de 17 millimètres
à 18 millimètres (0,709 pouce).
La clarinette alto dispose d'une perce plus large que celle du cor de basset (15,5–15,7 mm typ. ou 0,61–0,62  pouce typ.), facilitant son émission sonore et son emploi en orchestre.

## Longueur
La longueur du tuyau hors pavillon est d'environ 9 décimètres.

## Tonalité
La clarinette alto contemporaine est en mi bémol.
Elle joue une quinte en dessous de la grande clarinette, une octave en dessous de la petite clarinette, une quarte au-dessus de la clarinette basse, une octave au-dessus de la clarinette contralto.
La clarinette alto est très proche du cor de basset et sonne un ton plus bas.

## Facture
Les principaux facteurs de clarinettes (Selmer, Buffet-Crampon, Yamaha …) ne proposent que des modèles professionnels de clarinette alto. 
Le corps droit est fabriqué généralement en bois de grenadille (ébène du Mozambique) ou de palissandre de Rio. Les clarinettes alto comportent majoritairement des plateaux afin d'aider le bouchage des trous, mais des modèles plus anciens, professionnels chez Buffet et Selmer, ou d'étude chez Bundy, étaient à trous ouverts.  
C'est dans un catalogue de 1962 que Selmer USA présente le modèle Alto avec un Mib grave de série, tous les catalogues jusqu'en 1961 présentent le modèle au Mi grave seulement.
Il a existé également des modèles tout en métal (marque Kohlert…).
Les orchestres d'harmonie étant plus courants aux Etats-Unis, des modèles d'étude avec corps en synthétique (resonite) existent : Bundy, filiale de Selmer USA puis de Conn-Selmer en a fabriqué à partir de 1956. Actuellement, Conn-Selmer produit un modèle d'étude sous le nom de la marque Leblanc. 
Compte-tenu de son poids, la clarinette alto peut être jouée en position assise au moyen d'une béquille fixée sur la partie basse du corps de l'instrument ou d'un cordon doté d'un crochet passé dans un anneau solidaire du corps de l'instrument, ou en position debout.

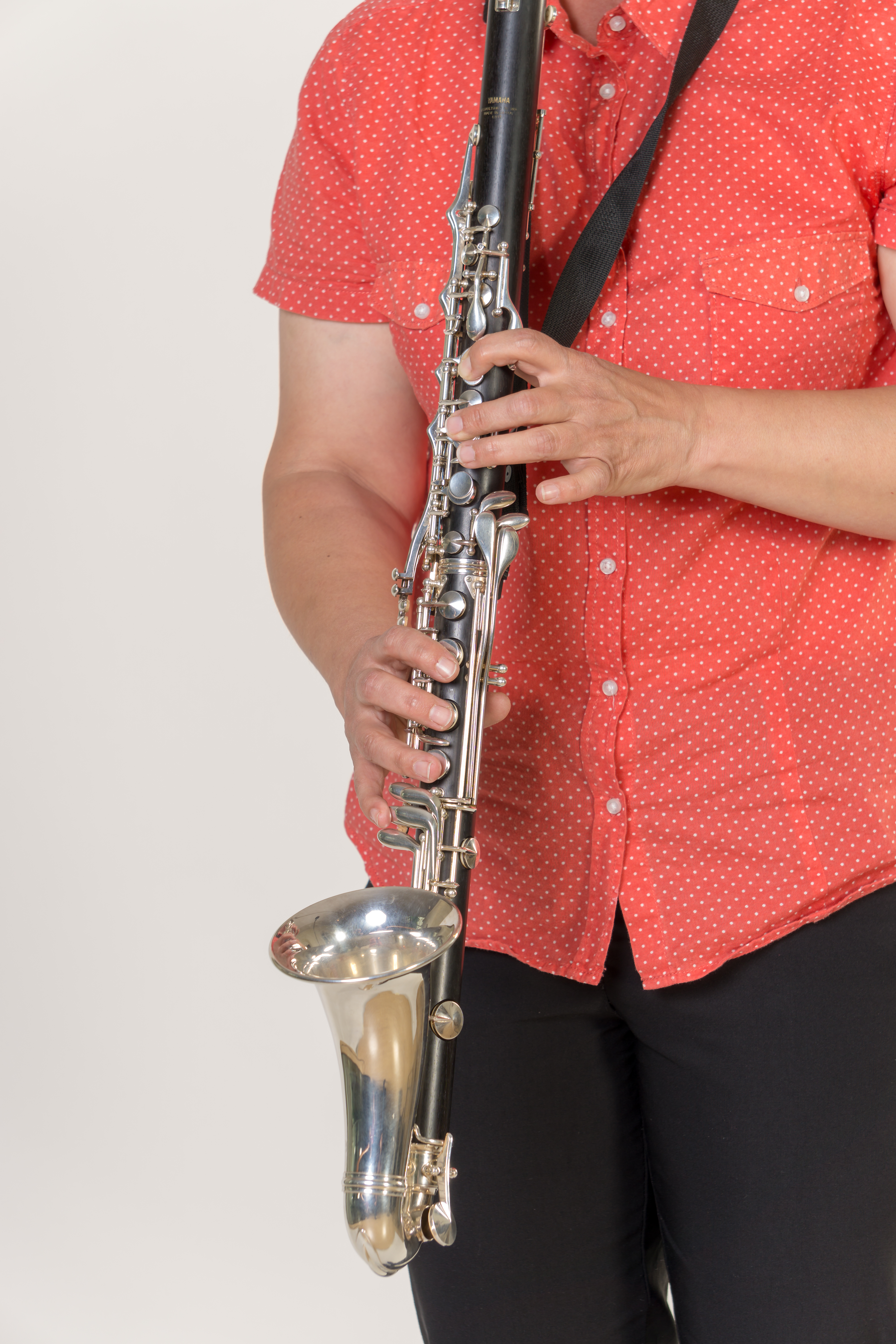
Posture avec cordon.

## Becs et anches
La clarinette alto nécessite un bec et des anches spécifiques dont la taille est située entre celle pour la clarinette soprano et celle pour la clarinette basse. Il y a cependant très peu de choix dans les marques d'anches pour clarinette alto, aussi les musiciens peuvent également utiliser des anches de saxophone alto.

## Enseignement
Cet instrument n'est pas réellement enseigné comme un instrument à part entière dans les écoles de musique mais confié à des clarinettistes expérimentés ou professionnels.
Il nécessite un apprentissage dédié pour maîtriser la justesse, la projection du son et éviter les "canards" ainsi que pour maîtriser les doigtés associés au demi-trou de l'index de la main gauche pour le registre suraigu.
Il existe quelques ouvrages dédiés à sa pratique:
- (en) Richard Saunders et Edmund Siennicki, Understanding the Low Clarinets : Etudes, Solos And Detailed Information About The Alto, Bass, Contralto And Contrabass Clarinets, Shawnee Press, 1972, 60 p..

## Répertoire
Le répertoire de la clarinette alto est limité. Elle est essentiellement employée dans les orchestres d'harmonie et les ensembles de clarinettes  pour enrichir la palette harmonique et la couleur du pupitre de clarinettes à partir de la seconde moitié du XXe siècle et en musique de chambre. Elle est très utilisée dans les orchestres d'harmonie hollandais. 
Des émissions de Podcast ont été consacrées à la clarinette alto,,, par Band Nerd Cast.
Il y est question du répertoire pour la clarinette alto.
En dépit de son timbre unique par rapport aux autres clarinettes, elle reste peu connue des compositeurs qui lui préfèrent les clarinettes soprano et basse, voire le cor de basset à l'ambitus élargi dans le grave. 

### Musique de chambre
Au delà des arrangements dérivés de la musique pour cor de basset en fa, des compositions originales dédiées pour clarinette alto et piano existent. On citera, entre autres:
- Franklin Stöver, Pastorale & Passepied (2014).
- Frank McCartney, Sonata.
- David Bennett, Dark Wood.
- William Presser, Arietta.
- Ralph Dale Miller, Evening Fantasy.
- Alfred Reed, 
  - Serenata, (Édition Belwin),
  - Sarabande.
- Norman Heim, 
  - Odyssey (1981), Op. 55,
  - Sonata (1990), Op. 111.
- Robert Rønnes (no), Hommage à André Jolivet.
- Dan Fox, Meditation (2019) pour clarinette alto et piano, adapté du petit Prélude en do mineur du Clavier bien tempéré de J.S. Bach, (Alry Publications, ACP01).

AUTRES FORMATIONS:
- Liana Alexandra, Music for Het Trio, pour flûte, clarinette alto et piano (1990).
- Ernest Bloch, Concertino pour flûte, clarinette alto et piano, Édition G. Shirmer.

### Musique orchestrale
Peu après l'invention de cet instrument vers 1810, Georg Abraham Schneider compose deux concertos (op. 90, op. 105) pour cor de basset de Müller et orchestre , . 
Il existe un solo notable pour clarinette alto dans la pièce Lincolnshire Posy (1937) pour ensemble à vents de Percy Grainger. D'autres compositeurs modernes ont également écrit des parties d'orchestre intéressantes pour cet instrument comme Norman Dello Joio, Aaron Copland, Ingolf Dahl (en), Vincent Persichetti… 
Un exemple orchestral remarquable est  Threni (1958) d' Igor Stravinsky, qui nécessite un instrument en  fa au lieu du traditionnel en mi , avec des extensions de clés jusqu'au do grave (ce qui représente les caractéristiques d'un cor de basset), . Stravinsky emploie la clarinette alto traditionnelle en  mi  dans Elegy for J.F.K. (1964).

### Opéra
- Jules Massenet, Pleurez! pleurez, mes yeux (acte III), Introduction et air issus de l'opéra Le Cid , pour voix soprano, clarinette alto, et piano (réduction ), édition Breitkopf & Härtel.

### Jazz
La clarinette alto est également utilisée en jazz; on citera entre autres Hamiet Bluiett (en), Vinny Golia (en), J. D. Parran (en), Petr Kroutil (en), Hugues Fardao (fr), Aljaž Rendla (slov),  Sébastien Texier, John Surman, Joe Lovano et Gianluigi Trovesi,.
Le clarinettiste de jazz Alphonse Picou jouait avec une clarinette alto système Albert exposée au musée The Historic New Orleans Collection (en).

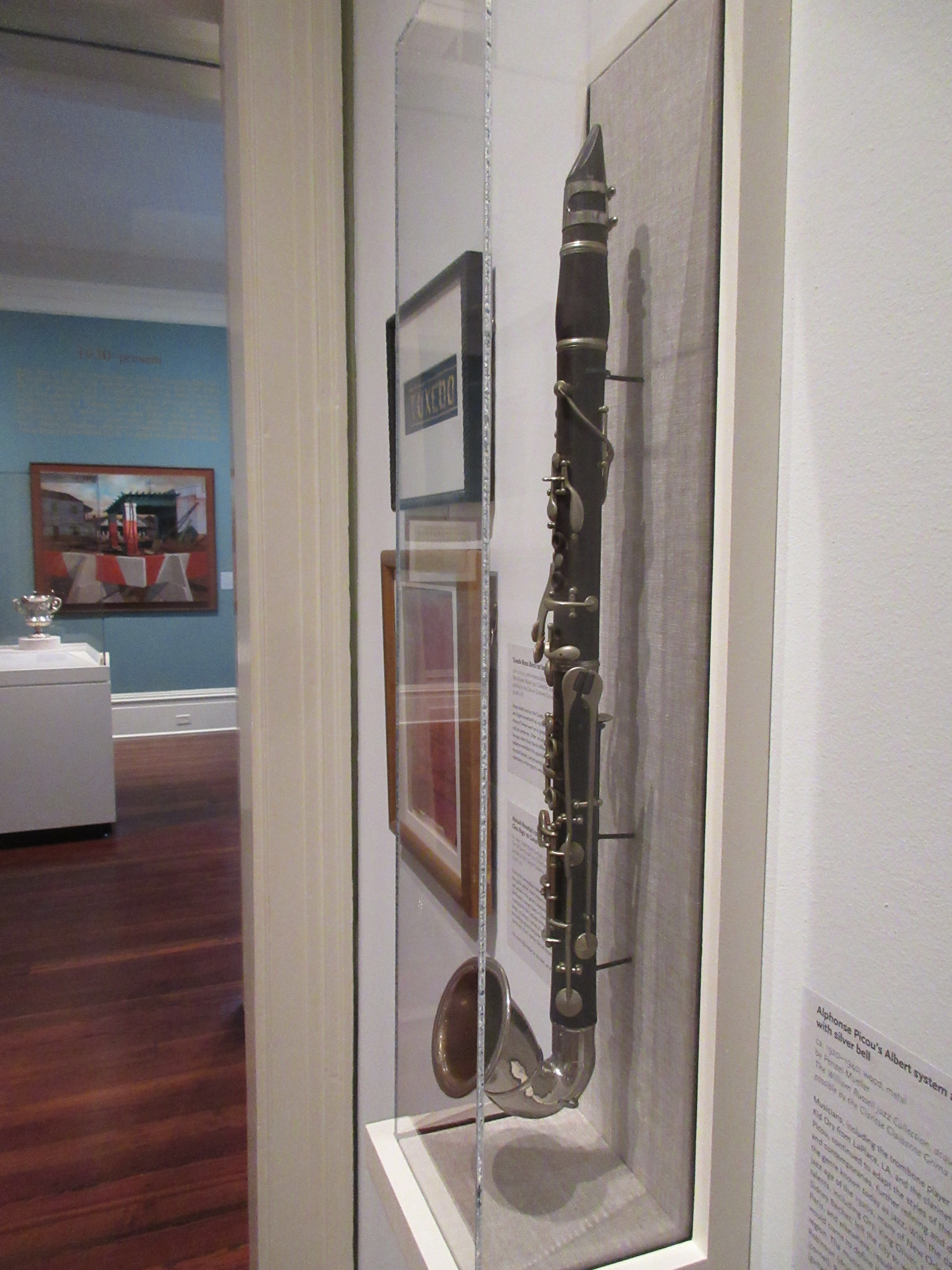
Clarinette alto système Albert ayant appartenu au clarinettiste de jazz Alphonse Picou, ca.1920-1940.

### Musique contemporaine
En musique contemporaine, Karlheinz Stockhausen a composé pour clarinette alto et  cor de basset.

### Arrangements
Afin d'enrichir le répertoire de la clarinette alto, des arrangements à partir de pièces pour d'autres instruments sont réalisés. À titre d'exemple:
- Astor Piazzolla, 
  - Libertango,
  - Oblivion,
  - Leroy's albertango.
- John Williams, Viktor's tale.
- Jules Demersseman, Introduction et Variations sur Le Carnaval de Venise: pour saxophone alto.

Le matériel et autres méthodes pour clarinette soprano et clarinette basse sont évidemment réutilisables pour la clarinette alto. On citera à titre d'exemple:
- Béla Kovács, Hommages à J.S. Bach, N. Paganini, C.M. von Weber, C. Debussy, M. de Falla, R. Strauss, B. Bartók, Z. Kodály, A. Khatschaturian, pour clarinette solo.
- Artie Shaw, Artie Shaw's Jazz Technic: Book Two, Fourteen Clarinet Etudes pour clarinette solo.

### Arrangements issus du matériel pour cor de basset
- Mozart
  - Divertimenti, KV439b: pour 3 cors de basset.
  - Trio, pour clarinette, alto et piano, KV498, en mi bémol Majeur, dit "Trio des Quilles ".
- Heinrich Backofen, Quintette en fa majeur pour cor de basset/clarinette et cordes, Op. 9.
- Alois Beerhalter, Variations sur une chanson allemande pour cor de basset et piano-forte.
- Franz Danzi, Grande Sonate pour cor de bassette et piano-forte, Op. 62.
- Max Kuhn
  - Élegie pour cor de basset et piano,
  - Serenata notturno pour quintette à vent.
- Alessandro Rossa, Concerto en fa majeur pour cor de basset et orchestre.
- Jean Françaix, Quatuor pour clarinette, cor de basset, clarinette basse et piano.

## Enregistrements

### Jazz
- Vinny Golia, Music for Like Instruments: The Clarinets, (CD, label Nine Winds, 2005): la clarinette alto est présente sur les titres Accumulation, Played  2  or  3  times et  Well  Beneath the Sleeping Floor.
- J. D. Parran, Windows spirits (CD, label Mutable Music, 2010).
- Maria Schneider Orchestra, titre Walking by flaslight dans l'album The Thompson Fields (CD, label ArtistShare, 2012) - Soliste à la clarinette alto: Scott Robinson (en).

« Je pense que c'est la première fois qu'on peut entendre une clarinette alto dans un big band. »

— Maria Schneider